# Robert Leiber
Robert Leiber (ur. 10 kwietnia 1887 w Oberhomberg, zm. 18 lutego 1967 w Rzymie) – niemiecki duchowny katolicki, historyk, osobisty sekretarz papieża Piusa XII.

## Życiorys
Studiował teologię, filozofię i historię. W roku 1917 otrzymał święcenia kapłańskie. Jako historyk poświęcił się badaniom dziejów historii Kościoła m.in. pontyfikatu papieża Innocentego XI i współpracował z historykiem Ludwigiem von Pastorem. Od roku 1930 był wykładowcą na Papieskim Uniwersytecie Gregoriańskim.
Od roku 1924 był doradcą i osobistym sekretarzem Eugenio Pacelliego, który do roku 1929 był nuncjuszem apostolskim w Niemczech. Następnie Pacelli od roku 1930 był sekretarzem stanu Stolicy Apostolskiej i jednocześnie od roku 1935 kamerlingiem. W marcu 1939 kardynał Pacelli został wybrany papieżem jako Pius XII i zmarł w październiku 1958.

## Odznaczenia
- 1962 – Bawarski Order Zasługi[1].